# Rashid Khalidi
Rashid Khalidi (àrab: رشيد خالدي)  (Nova York, 1948) és un historiador i escriptor estatunidenc d'ascendència palestina especialista en l'Orient Mitjà. És titular de la càtedra Edward Said d'Estudis Àrabs de la Universitat de Colúmbia i va ser assessor de la delegació palestina a les negociacions de pau de Madrid i Washington (entre 1991 i 1993). Va ser president de la Middle East Studies Association i és redactor en cap de la revista Journal of Palestine Studies.

## Trajectòria
Khalidi va néixer el 1948 al barri novaiorquès de Manhattan. El seu pare, un palestí nascut a Jerusalem, treballava al Consell de Seguretat de les Nacions Unides i la seva mare era interiorista. Després d'haver cursat estudis secundaris a l'Escola Internacional de les Nacions Unides, es va llicenciar el 1970 a la Universitat Yale, i el 1974 es va doctorar en història a la Universitat d'Oxford amb una tesi sobre la política britànica a l'Orient Mitjà abans de la Primera Guerra Mundial. Fins al 1983 va viure principalment a Beirut, on van néixer els seus fills i treballava de professor universitari.
Va tornar amb la seva família als Estats Units d'Amèrica (EUA) a causa de la Guerra del Líban de 1982. Després d'ensenyar un parell d'anys a la Universitat de Colúmbia, el 1987 va ser nomenat professor d'Història de l'Orient Mitjà a la Universitat de Chicago, on va romandre 16 anys i on va fer amistat amb el futur president dels EUA, Barack Obama. Va mantenir el seu lloc a Chicago fins al 2003, data en què va tornar a la Universitat de Colúmbia que li havia ofert la càtedra d'Estudis Àrabs.
Mentrestant, va ser assessor de la delegació palestina en les negociacions de pau que van concloure amb la signatura dels Acords d'Oslo, entre octubre de 1991 i juny de 1993. També va ser director del Centre d'Estudis Internacionals de la universitat de Chicago i president de la Middle East Studies Association. És membre del comitè patrocinador de la revista quadrimestral The Palestine-Israel Journal, fundada el 1994 per dos coneguts periodistes, el palestí Ziad Abuzayyad i l'israelià Victor Cygielman. La revista està especialitzada a publicar treballs de recerca i anàlisi sobre política, economia i cultura des de les perspectives dels dos bàndols en conflicte.
Malgrat haver estat criticat en diverses ocasions per alguns membres del Partit Republicà i alguns membres de la comunitat jueva, Rashid Khalidi és considerat com un acadèmic tolerant que admet diferents punts de vista i és respectat als EUA per persones de dretes i d'esquerres.